# 瓦西利耶夫斯科耶湖
52°57′50″N 158°03′46″E / 52.96389°N 158.06278°E
瓦西利耶夫斯科耶湖（俄语：Васильевское озеро），是俄羅斯的湖泊，位於該國東北部，由堪察加邊疆區負責管轄，長0.7公里、寬0.2公里，面積0.14平方公里，海拔高度200米。